# Старово (у села Ильгощи)
Старово — деревня в Рамешковском районе Тверской области.

## География
Находится в восточной части Тверской области на расстоянии приблизительно 27 км на восток-юго-восток по прямой от районного центра поселка Рамешки.

## История
Известна с 1627—1629 годов как пустошь Старое в вотчине Кириллова монастыря. В 1646—1647 годах отмечается как деревня с 5 дворами. В 1859 году в русской казенной деревне Старая было 45 дворов, в 1887 — 70. В советское время работали колхозы «Возрождение» и «Путь вперед». В 2001 году в деревне 20 домов местных жителей и 26 домов — собственность наследников и дачников. До 2021 входила в сельское поселение Ильгощи Рамешковского района до их упразднения.

## Население
Численность населения: 349 человек (1859 год), 405 (1887), 69 (1989), 36 (русские 100 %) в 2002 году, 23 в 2010.